# Queilitis exfoliativa
La queilitis exfoliativa es la Inflamación de los labios y se caracteriza por un ciclo persistente de descamaciones, usualmente se observa también labios rajados y endurecidos (escamas).